# Krysta Rodriguez
Pour les articles homonymes, voir Rodriguez.
Krysta Anne Rodriguez (née le 23 juillet 1984 à Orange, Californie) est une chanteuse et actrice américaine. Elle est notamment connue pour avoir joué le rôle de Mercredi dans la comédie musicale La Famille Addams en 2009 à Broadway et grâce à son rôle d'Ana Vargas dans la seconde saison de Smash. Elle est aussi connue pour son rôle de « Miss Madeleine » dans la série Daybreak.

## Carrière

### Filmographie
- 2013 : Smash : Ana Vargas
- 2013 : It Could Be Worse (mini série) : Bridgett / Bridget (2 épisodes)
- 2012 : L'ombre de la peur (Téléfilm) : Lauren
- 2011 : Iceland (Téléfilm) : Rose
- 2010 : Dépucelage mode d'emploi (en) (The Virginity Hit) : Krysta
- 2008 : Gossip Girl : Jordan Steele
- 2017 : Trial & Error : Summer Henderson
- 2017 : Quantico : Maxine Griffin
- 2019 : Daybreak : Mme Madeleine
- 2021 : Halston : Liza Minnelli

2022 : Coup de foudre arrangé

### Théâtre
- 2013 - 2014 : First Date : Casey
- 2013 : Hit List : La Diva
- 2010 : La Famille Addams (en) : Mercredi Adams
- 2008 - 2011 : In the Heights
- 2006 - 2009 : L'Éveil du printemps
- 2006 - 2008 : A Chorus Line
- 2005 : Good Vibrations